# Via del blues
Via del Blues è un gruppo musicale barese nato nel 1969 su iniziativa di Gino Giangregorio e Dino Panza. Il complesso è tra i più longevi nel panorama del Blues in Italia.
La band annovera numerose partecipazioni a festival e collaborazioni con artisti come Roberto Ottaviano, Manfred M. Junius, Ivan Graziani e Herbert Pagani.

## Storia del gruppo
La band Via del Blues si forma a Bari sul finire degli anni sessanta per volontà di Gino Giangregorio (chitarra e voce), Dino Panza (armonica) e Antonio Manzari (basso) con l'intento di ricreare un suono blues tradizionale acustico, avendo negli Hot Tuna il loro principale riferimento.
Nel 1966 Bob Thiele della ABC records americana creò una etichetta sussidiaria per la divulgazione del blues e degli artisti più significativi: l'etichetta era  BLUESWAY ed è cessata nel 1970.
Il nome della band ,in origine LA VIA DEL BLUES (modificato nel 2004 in VIA DEL BLUES), ebbe origine.. appunto.. dal nome della etichetta BLUESWAY.. traducendolo in ... LA VIA DEL BLUES.
Nel corso degli anni hanno militato nel gruppo numerosi musicisti che hanno contribuito a spostare il suono verso altri generi come il folk ed il country (su tutti il cantante e chitarrista Gianni Porta ed il batterista Ciro Neglia).
Nel 1975 il trio (con Michele Signorile subentrato ad Antonio Manzari) registra la parte strumentale dell'album Bevete Puglia di Vito Signorile.
A settembre del 1976, dopo l'innesto di Renzo Bagorda al banjo, la Via del Blues si esibisce nella prima edizione del Festival Bari in Jazz.
Nel 1983 la band (allora denominata La Via del blues) realizza la sua prima registrazione in studio dal titolo Too Late; l'album, composto da cover di brani blues, è presentato all'interno della trasmissione televisiva RAI Una vacanza a Fasano.
Dal 1987 al 1990 la Via del Blues resta inattiva ed i vari componenti si dedicano ad altri progetti musicali come gli Urban Blues (Liborio Martorana, Dino Panza, Gino Giangregorio, Pino Di Giulio, Gianni Mele).
Nel 1991 Gino Giangregorio e Gianni Porta rimettono insieme la band con un'insolita formazione a tre voci (loro due e Liborio Martorana).
Nel biennio 1997-1998, parallelamente alle attività della Via del Blues, Gino Giangregorio con Dino Panza e Gianni Mele forma la Trec Band (gli altri membri sono il pianista Sergio Langella e il bassista Gianfranco Quaratino).
Il 2002 è contraddistinto dal ritorno in formazione di Dino Panza dopo una personale pausa musicale durata 4 anni.
Nel 2003 l'ingresso del cantante Gaetano Quarta segna l'esordio discografico della Via del Blues nonché il ritorno ad un suono blues più netto. L'album, intitolato Trouble Trouble, è composto da dieci tracce originali più una personale versione del brano Continental Op del chitarrista irlandese Rory Gallagher.
Nel novembre del 2004 il sassofonista jazz Roberto Ottaviano partecipa alla registrazione in studio del brano Devil's Blues che sarà incluso nell'album del 2005 Let the Band Play!.
Nel 2005 nasce il duo folk The Doorways che vede riunita la coppia Giangregorio-Porta.
Nel febbraio del 2009, dopo due anni di lavorazione, la Via del Blues autoproduce il terzo CD Another way.
Nel 2010 il bassista e contrabbassista Luigi Catella entra stabilmente nel gruppo.
Nel luglio del 2011 la band partecipa al XIV Festival Blues Città' di Brindisi, condividendo il palco con il celebre bluesman americano Popa Chubby.
Nel febbraio del 2013, dopo l'ingresso del batterista Marco Barile, la band pubblica l'album World Out There.
A settembre dello stesso anno la Via del Blues partecipa alla prima edizione del Bitonto Blues Festival.
Il 24 ottobre 2014 (dopo 45 anni) si riunisce la formazione storica con Antonio Manzari al basso, in occasione della sessione pilota del progetto VDB Music Circus.
A febbraio del 2015 parte ufficialmente il VDB Music Circus, progetto musicale nato allo scopo di creare incontri tra musicisti che amano e professano il Blues. L'idea nasce dal desiderio di condividere un'esperienza che possa rappresentare un manifesto del Blues pugliese.
Ad ottobre dello stesso anno viene pubblicato il quinto album di inediti Five by Five; il titolo, oltre ad indicare il quinto lavoro dei cinque musicisti, è un esplicito riferimento all'omonimo EP del 1964 dei Rolling Stones.
Nel 2017 l'album Too Late viene rimasterizzato e pubblicato per la prima volta nei formati CD e Digital download con l'aggiunta di due tracce bonus.
2019: Via del Blues celebra 50 anni di carriera con una serie di eventi nella nativa città di Bari.
Nel 2020 la pubblicazione di .50 YEARS  ultimo con il front man Gaetano Quarta (morto il 18-01-2020) e contiene 3 brani cantati in lingua barese.

## Formazione

### Formazione attuale
- Gino Giangregorio - chitarre, tastiere e voce (1969-1986, 1991-presente)
- Dino Panza - armonica (1969-1978, 1982-1986, 2002-presente)
- Luigi Catella - basso e contrabbasso (2010-presente)
- Marco Barile - batteria (2012-presente)
- Nino Lepore - tastiere (2020 . presente)

### Ex componenti
- Antonio Manzari - basso (1969)
- Michele Signorile - basso (1970-1976)
- Uccio Papa - chitarra ritmica, voce (1975-1976)
- Renzo Bagorda - banjo, voce (1975-1976)
- Ciro Neglia - batteria, cori (1974-1985, 1992-1993, 1999-2005)
- Nico Salvemini - basso (1977-1982)
- Gianni Porta - voce, chitarra ritmica, armonica (1978-1981, 1991-2000)
- Luciano Neglia - chitarra (1981-1983)
- Gagà Calabrese - armonica (1981-1982)
- Mimmo Bucci - chitarra (1983)
- Roberto Andreini - basso (1983)
- Liborio Martorana - voce (1983-1985, 1991-1993)
- Pino Di Giulio - basso (1984-1986, 1991-1996, 2000-2002)
- Gianni Mele - batteria (1986, 1991-1992, 1994, 2005-2006)
- Vito Attolico - batteria (1994-1996)
- Guido Lioi - batteria (1996)
- Fabio Buonamico - batteria (1997-1999)
- Luca Fiorentino - basso (1997-1999)
- Enzo Rocci - basso (2003-2005)
- Antonio Fiengo - basso (2005-2008)
- Mimmo Stano - batteria (2007)
- Nicola Porcelli - batteria (2007)
- Massimiliamo Guidetti - batteria (2008-2009)
- Adriano Stellato - basso (2008)
- Nicola Martino - basso (2009-2010)
- Enzo Chiarappa - batteria (2009-2011)
- Antonello Camero - chitarra (2014-2015)
- Gaetano Quarta - voce dal 2003  (* 22/01/1972  + 18/01/2020 )
- Nicola Fato - basso  (2024)
- Giuseppe Acquafredda - batteria (2024)

## Discografia

### Album
- 1983 - Too Late (Autoprodotto - ristampato su CD nel 2017, distribuzione digitale Gruppo ASD)
- 2003 - Trouble Trouble (Otium Records, OR03)
- 2005 - Let the Band Play! (Otium Records, OR07)
- 2009 - Another Way (Autoprodotto - distribuzione digitale Gruppo ASD)
- 2013 - World Out There (Autoprodotto - distribuzione digitale Gruppo ASD)
- 2015 - Five by Five (Autoprodotto - distribuzione digitale Gruppo ASD)
- 2017 – Too Late (cover) (Autoprodotto)
- 2020 – 50 Years (Autoprodotto)

### E.P.
- 2004 - Acoustic Trouble - The Live E.P. (Autoprodotto)

### Collaborazioni
- 1975 - Vito Signorile - Bevete Puglia (CSEI, GS 1)
- 1982 - Vito Signorile - Pugliata (C&M, ZNLCM 34172)

## Recensioni e Articoli
- La Gazzetta del Mezzogiorno: "Via del blues - La ballata dei trent'anni", articolo di Nicola Morisco del 18 dicembre 2003
- Buscadero: "Via del Blues - Trouble Trouble", articolo di Lino Brunetti pubblicato sul numero di Dicembre 2004
- La Gazzetta del Mezzogiorno: "Il diavolo sulla Via del Blues", articolo di Nicola Morisco del 13 maggio 2005
- la Repubblica: "I Via del Blues alla Feltrinelli presentano il secondo album", articolo del 6 luglio 2005[6]
- La Gazzetta del Mezzogiorno: "Quarant'anni di avventure sulla Via del blues", articolo di Nicola Morisco del 21 aprile 2009
- Brundisium.net: "Diario di Bordo: Pagina n. 5 - Giovedì 30 aprile 2009", articolo di Marco Greco[7]
- Buscadero: "Italians do it better?" (Via Del Blues - Another Way), articolo di Andrea Trevaini pubblicato sul numero di Luglio/Agosto 2010
- Bluessummit.com: "Via del Blues - Another Way" articolo di Guido Sfondrini del 2010[8]
- Brundisium.net: "Via del Blues - World Out There" articolo di Marco Greco sul Diario di Bordo Pagina 163 (Marzo 2013)[15]
- it's still rock and roll to me: "Via del Blues (World Out There)" articolo di Enzo Curelli del 1º marzo 2013[16]
- La Gazzetta del Mezzogiorno: "La 'Via del Blues' è sempre quella pure dopo 40 anni", articolo di Nicola Morisco del 6 maggio 2013[2]
- Demo - Rai Radio 1: "Demo Vips - Mercoledì 6 novembre 2013", programma di Michael Pergolani e Renato Marengo
- it's still rock and roll to me - La mia Playlist: dischi italiani 2013" articolo di Enzo Curelli del 23 dicembre 2013[17]
- Brundisium.net: "Diario di Bordo: Pagina n. 212 - Martedì 28 gennaio 2014", articolo di Marco Greco[18]
- Buscadero: "Italians do it better?" (Via Del Blues - World Out There), articolo di Andrea Trevaini pubblicato sul numero di Marzo 2014
- Distorsioni: "Via del Blues - World Out There" articolo di Guido Sfondrini del 7 aprile 2014[19]
- Brundisium.net: "È uscito Five by Five della Via del Blues" articolo di Marco Greco sul Diario di Bordo n. 291 (Novembre 2015)[20]
- Distorsioni: "Via del Blues - Five by Five" articolo di Guido Sfondrini del 3 dicembre 2015[21]
- Il Blues: "Via del Blues - Five by Five" articolo di Silvano Brambilla sul numero 133 - dicembre 2015
- Barinedita.it: "La via del blues", il gruppo più longevo di Bari: Suoniamo solo pezzi nostri, dal 1969 (Giugno 2017)[22]
- Brundisium.net: "La Via del Blues celebra 50 anni di attività" articolo di Marco Greco per Racconti dalla Radio (Giugno 2019)[23]
- Cirano post: "Via del Blues: 50 anni on the road" articolo di Franco Muciaccia del 10 settembre 2019[14].
- Brundisium.net : "La Via del Blues celebra i 50 anni di attività" articolo di Marco Greco del 09/12/2019
- Brundisium.net : "Ciao Gaetano" articolo di Marco Greco del 20/01/2020
- Brundisium.net:"La Via del Blues: pubblicato in anteprima il nuovo video “Brush All”   articolo di Marco Greco del 30/03/2020